# Derek Shulman
Derek Shulman (nascido Derek Victor Shulman, 11 de Fevereiro de 1947, em The Gorbals, Glasgow, Escócia) é um músico, cantor e multi instrumentalista britânico. De 1970 até 1980, foi o principal vocalista da banda Gentle Giant.

## Carreira
Shulman iniciou sua carreira como parte da banda britânica Simon Dupree and the Big Sound, com Pete O'Flaherty, Eric Hine, Tony Ransley, e seus irmãos Phil Shulman e Ray Shulman. No final dos anos 60, a banda enfrentou problemas devido à dificuldades criativas após experimentar um relativo sucesso, sendo finalmente desmontada em 1970.
Logo após, os 3 irmãos formaram a banda de rock progressivo Gentle Giant com o guitarrista Gary Green, o tecladista Kerry Minnear e o baterista Martin Smith (mais tarde substituído por Malcolm Mortimore, que, por sua vez, também foi substituído por John Weathers). No Gentle Giant, Shulman destacou-se como um dinâmico "frontman" nas apresentações ao vivo e gravou 12 álbuns com a banda durante um período de 10 anos. Enquanto a banda conquistou uma legião de fiéis admiradores e devotos, nunca experimentaram o sucesso comercial de bandas como Yes, Emerson, Lake & Palmer e Jethro Tull. Com a popularidade da banda decrescendo lentamente ao final dos anos 70, separaram-se após o lançamento do álbum Civilian em 1980. 
Como seus companheiros de banda, Shulman era um aficcionado em tocar diversos instrumentos, incluindo saxophone, baixo e um instrumento de cordas, construído por ele mesmo, chamado de Shulberry, semelhante a um pequena viola.
Seguindo-se à sua carreira no Gentle Giant, Shulman tornou-se um proeminente executivo de Gravadoras, começando como Relações Públicas na PolyGram, onde foi o responsável por assinar com artistas como Bon Jovi, Cinderella, e Kingdom Come, entre outros. Também ocupou a presidência da Atco Records (onde assinou com outro gigante do Rock Progressivo, a banda de Metal Progressivo Dream Theater e também com a banda Pantera). Mais tarde tornou-se presidente de outra Gravadora, a Roadrunner Records administrando bandas como Slipknot e Nickelback. Hoje ele possui seu próprio selo musical, DRT Entertainment.